# Оушен-Гейт (Нью-Джерсі)
Оушен-Гейт (англ. Ocean Gate) — місто (англ. borough) в США, в окрузі Оушен штату Нью-Джерсі. Населення — 1932 особи (2020).

## Географія
Оушен-Гейт розташований за координатами 39°55′33″ пн. ш. 74°8′5″ зх. д. / 39.92583° пн. ш. 74.13472° зх. д. (39.925846, -74.134614).  За даними Бюро перепису населення США в 2010 році місто мало площу 1,17 км², з яких 1,16 км² — суходіл та 0,01 км² — водойми. В 2017 році площа становила 1,41 км², з яких 1,39 км² — суходіл та 0,01 км² — водойми.

## Демографія
Згідно з переписом 2010 року, у селищі мешкало 2011 особа в 832 домогосподарствах у складі 534 родин. Було 1203 помешкання
Расовий склад населення:
| - 95,2 % — білих - 1,3 % — чорних або афроамериканців - 0,2 % — азіатів - 2,1 % — осіб інших рас |

До двох чи більше рас належало 1,1 %. Частка іспаномовних становила 6,4 % від усіх жителів.
За віковим діапазоном населення розподілялося таким чином: 22,2 % — особи молодші 18 років, 64,3 % — особи у віці 18—64 років, 13,5 % — особи у віці 65 років та старші. Медіана віку мешканця становила 40,1 року. На 100 осіб жіночої статі у селищі припадало 92,6 чоловіків;  на 100 жінок у віці від 18 років та старших — 89,2 чоловіків також старших 18 років.
Середній дохід на одне домашнє господарство  становив 76 955 доларів США (медіана — 66 667), а середній дохід на одну сім'ю — 80 090 доларів (медіана — 80 563). Медіана доходів становила 51 741 долар для чоловіків та 40 662 долари для жінок. За межею бідності перебувало 12,9 % осіб, у тому числі 25,1 % дітей у віці до 18 років та 1,3 % осіб у віці 65 років та старших.
Цивільне працевлаштоване населення становило 1055 осіб. Основні галузі зайнятості: освіта, охорона здоров'я та соціальна допомога — 25,7 %, науковці, спеціалісти, менеджери — 13,8 %, будівництво — 10,3 %, роздрібна торгівля — 10,2 %.